# Formosa-Tanne
Die Formosa-Tanne (Abies kawakamii) ist eine Pflanzenart aus der Gattung der Tannen (Abies) in der Familie der Kieferngewächse (Pinaceae). Sie ist auf Taiwan, welches früher auch als Formosa bezeichnet wurde, weit verbreitet.

## Beschreibung
Die Formosa-Tanne wächst als immergrüner Strauch oder pyramidaler Baum, der Wuchshöhen von 15 bis zu 35 Metern und Brusthöhendurchmesser von 0,5 bis zu 1 Meter erreichen kann. Er bildet einen geraden, aufrechten Stamm. Die anfangs glatte, harzige, grau-weiße Borke wird später schuppig und grau-braun. Die tief gerillten Zweige besitzen anfangs eine dicht bräunlich flaumig behaarte, gelblich braune Rinde, die im zweiten oder dritten Jahr braun bis braun-grau wird. Die kugeligen oder eiförmigen Winterknospen sind sehr harzig, braun bis rötlich mit stumpfen, etwa 1 Millimeter langen Knospenschuppen.
Die nach vorne gerichteten, nach außen und aufwärts gebogenen Nadeln stehen radial oder zweireihig kammförmig angeordnet an den Zweigen. Die geraden, stark gerillten Nadeln sind 1 bis 2,8 Zentimeter lang und 1,5 bis 2 Millimeter breit. Die Nadeloberseite ist hellgrün gefärbt. An der Nadelunterseite findet man zwei weiße Stomatabänder und an den Rändern befinden sich zwei Harzkanäle.
Tannen sind einhäusig getrenntgeschlechtig (Monözie), es gibt weibliche und männliche Zapfen an einem Exemplar. Die männlichen Zapfen sind mit einer Länge von 1,5 cm zylindrisch. Die fast ungestielten, dunkel purpurnen Zapfen sind mit einer Länge von 6 bis 7,5 cm sowie einem Durchmesser von 3,7 bis 4 cm eiförmig bis breit zylindrisch geformt und sind bei Reife purpur-violett gefärbt. Die gelappte Samenschuppe überdeckt die etwa halb so große Deckschuppe. Die geflügelten, schwärzlichen Samen sind 7 bis 9 Millimeter lang. Der Samenflügel ist etwa gleich lang wie das Samenkorn.

## Vorkommen
Das natürliche Verbreitungsgebiet der Formosa-Tanne umfasst die Gebirge Taiwans. Man findet sie dort in Höhenlagen von 2400 bis 3800 Metern (zwischen 2900 und 3950 Metern). Die Shei-Pa, Taroko und Yushan Nationalparks eignen sich besonders, um diese Art zu sehen.

## Systematik
Die Erstbeschreibung der Formosa-Tanne erfolgte 1908 unter dem Namen Abies mariesii var. kawakamii durch Hayata Bunzō in Journal of the College of Science, Imperial University of Tokyo, Band 25 (19), S. 223–224, f. 14. Tokutarō Itō gab ihr 1909 in Encyclopedia Japonica, Band 2, S. 167 den Rang einer Art: Abies kawakamii. Abies kawakamii gehört zur Untersektion Laterales in der Sektion Balsamea innerhalb der Gattung der Abies.

## Gefährdung und Schutz
Die Formosa-Tanne wird in der Roten Liste der IUCN als „gering gefährdet“ geführt. Es wird jedoch darauf hingewiesen, dass eine neuerliche Überprüfung der Gefährdung nötig ist. Als Hauptgefährdungsgrund werden die häufigen Waldbrände genannt.